# 吉田羊
吉田羊（日语：／ Yoshida Yoh，2月3日—）是一名日本女演員，原名吉田羊右子（日语：／ Yoshida Yōko），暱稱羊（ひつじ）。

## 經歷

### 出道以前
福岡縣久留米市出生，有兩名哥哥和兩名姊姊，是家中5兄弟姊妹中年紀最小的。她自幼便喜歡演戲以及在人前唱歌，不時模仿松田聖子和中森明菜等人，又在廁所內獨自演戲，直至中學一年級為止才放棄。後來，她升讀久留米信愛女學院高等學校，在高三時於運動會中擔任應援團長後開始受到注目和追捧，後輩甚至為其建立像粉絲俱樂部的組織，這樣的經歷亦是她後來成為演員的契機之一。高中畢業後，她離開久留米前往東京。
在大學三年級時，同學相繼開始就職活動之際，她卻認為自己的性格不適合做上班族，因此便決定挑戰兒時感興趣的演戲，開展她的演員之路。由於她希望馬上達成目標，因此她並未有選擇進入訓練所上課，而是通過雜誌《Pia》上刊登三行廣告，直接應徵三個月後的舞台作品，就此作為小劇場演員正式出道。她在首次演出後，由於體會到演戲之樂，因此及後亦繼續於同一劇團客串，定期在小劇場的舞台上亮相，其後在2001年，她與擔任編劇和演員的比佐廉、製作人石津陽子，共三名女性一同成立了劇團東京Suuica，擔任女主角直至2007年畢業為止，在1997年出道後持續10年以小劇場為中心進行演藝活動。
步入30歲的吉田在演出舞台劇時，獲現任的經理人發掘，因此她在2007年4月初次隸屬經紀公司。從大型經紀公司離職的經理人創立的經紀公司ORANKU內，除了吉田外，只有身兼藝人的同年齡的女性經理人，兩人以二人三腳的形式，開始了以影片作品為中心的演藝活動。為了演出不同年齡層的角色，因此吉田未有公開自己的年齡。她加入經紀公司後不久，便與川島直美、下條阿童木一同演出了三人劇《意外之女》。吉田在演出此舞台劇時，初次與導演藤尾隆見面，憑此因緣在同年10月播放的東海電視台電視劇《愛之迷宮》中作為准常規演員，首次出演電視劇。

### 轉機
2008年，吉田在NHK晨間劇《瞳》飾演護士，與飾演病人的西田敏行之間的即興演出，引起了剛好路過，正在拍攝富士電視台電視劇《風之花園》的中井貴一的注意。中井親自撥電話給晨間劇的首席製作人，詢問道哪個女演員是誰後，《風之花園》的製作人聯絡吉田的經紀公司，在原本試鏡已經結束的情況下，製作組不惜創作新角色讓她能夠在《風之花園》中出演閒角。
其後，中井甚至在自己出演，由三谷幸喜執導的二人劇《Good Night Sleep Tight》中招待吉田，讓她與三谷會面。2009年3月，她在三谷領導的劇團東京Sunshine Voice時隔15年舉行的復活公演《returns》的試鏡中脫穎而出，這場公演集齊了所有曾經參與前作《Sunshine Voice的陷阱》的演員，而唯一無關的吉田亦因此受到注目，開始為戲劇界人士熟悉。其後，三谷也在《朝日新聞》的連載專欄中撰文，多次提及吉田的名字，及後在2011年為了慶祝三谷50歲生日而製作的舞台劇《國民的電影》中，吉田亦獲提拔，飾演了新進女演員Elsa Veesenmayer，三年後則在同劇演出納粹黨的宣傳部長約瑟夫·戈培爾的妻子瑪格塔·戈培爾。
吉田在2011年和2012年連續兩年出演NHK大河劇《江～公主們的戰國～》和《平清盛》，並且在2012年10月開始播放的NHK晨間劇《純與愛》中作為常規演員，飾演了女主角夏菜的上司桐野富士子，開始引起了話題。2013年4月，亦在同劇的特別編《富士子的華麗一天》中擔任主角。2014年7月，她在富士電視台月九劇《HERO 第二季》中飾演城西分部唯一的女性檢察官馬場禮子，11年以來首次剪成妹妹頭，引起注目的同時，《HERO》本身亦是話題作，因此她的知名度亦大幅上升。2014年10月，她在富士電視台節目《搞笑導演 ～O-Creator's TV show～》中，首次擔任綜藝節目的班底成員。2015年上半季，已經演出了各三部連續劇和電影；廣告方面除了與鈴木梨央飾演母子的大塚製藥寶礦力水特等，另有6間廠商邀請吉田拍攝廣告。吉田並於該年初次主演電影《嫌な女》，亦是演員黑木瞳個人初執導之作。
2018年年底，與原經紀公司ORANKU結束約12年的合作關係，目前尚未正式簽約經紀公司。

## 個人生活
- 興趣是古董等級的和服、落語和水肺潛水[1]。
- 擅彈鋼琴。
- 日本漢字能力檢定2級[1]。
- 喜愛的演員是光石研、西島秀俊和田中裕子等等[20]。
- 喜愛的歌手是椎名林檎和Mr.Children[20]。經常獨自唱卡啦OK，最擅長的是椎名林檎的《罪與罰》[20]。
- 每年派發的賀年卡均以她本人扮演的生肖干支為概念而製成的。
- 愛吃納豆。自幼愛吃納豆多於零食，因而被母親稱為納豆女兒。現在每天均會自行攜帶納豆前往拍攝現場，每天至少吃一次[21]。2015年7月，由於對納豆的愛以及對宣傳納豆所作出的貢獻，獲全國納豆協同組合聯合會（日语：全国納豆協同組合連合会）選為2015年度納豆女王[22]。
- 在吉田blog上留言的狂熱粉絲稱為羊SUTO（ヒツジスト）[23][24]。
- 劇團時期，曾經擔任搬運、葬儀和派對公司等各式各樣的兼職，但是在2007年進入經紀公司後，由於需要專注做演員，而被禁止從事兼職，因此生活費由經紀公司塾支，吉田則透過演出來還款，在出演《HERO》後才還清債務[25][26]。

## 戲劇演出

### 電視劇
- 愛之迷宮（2007年10月1日，東海電視台） - 飾演 澤木祐子
- 改變世界的公務員 The公証人 第7輯（2008年4月28日，TBS） - 飾演 鈴木百合香
- 瞳（2008年6月9日，NHK） - 飾演 三浦
- 七人女律師 第2季 大結局（2008年6月19日，朝日電視台）
- 殺害刑事 第2輯（2008年6月21日，朝日電視台） - 飾演 濱田静江
- 怪獸家長 第10集（2008年9月2日，富士電視台）
- 貓街 第4集（2008年9月18日，NHK） - 飾演 宣傳片導演
- 風之花園 第1集（2008年10月9日，富士電視台） - 飾演 護士
- Ghost Friends 第3集（2009年4月16日，NHK） - 飾演 溫子
- Smile（2009年4月17日，TBS） - 飾演 前台人員
- MR.BRAIN 第6集（2009年5月23日，TBS） - 飾演 坂本良子
- 新警視廳搜查一課9係 第2集（2009年7月1日，朝日電視台） - 飾演 小山內民子
- 裁判長！這案子判刑4年，如何？（2009年10月22日，讀賣電視台） - 飾演 星川梨沙子
- 婦產科的女醫生 第7集（2009年11月25日，日本電視台） - 飾演 星名步美
- Code Blue救護直升機醫生第2季 第6 - 11集（2010年1月11日，富士電視台） - 飾演 野上直美
- 女北齋（2010年2月7日，讀賣電視台） - 飾演 葛飾應為
- 激戀～命運的愛的故事～（2010年4月9日，NHK） - 飾演 校醫
- 鬼太郎之妻（2010年5月29日，NHK） - 飾演 Rosanne化粧品的營業所長
- Mother（2010年6月2日，日本電視台） - 飾演 香田刑事
- GOLD（2010年7月15日，富士電視台）
- 假如明天要舉行親人的葬禮的話（電視劇「3日戰爭」）（2010年8月13日，NHK）
- 外科醫生 須磨久善（2010年9月5日，朝日電視台） - 飾演 醫師
- FACE MAKER 第2集（2010年10月14日，讀賣電視台） - 飾演 內田優子
- 東京地檢特搜部長鬼島平八郎 「不眠之鬼」 第1集（2010年10月22日，朝日電視台 / 朝日放送） - 飾演 三澤朋美
- PERFECT REPORT 第3集（2010年10月31日，富士電視台） - 飾演 吉川理惠子
- 99年的愛（2010年11月3日，TBS電視台） - 飾演 野中絹枝
- 相棒 第9季 第9集（2010年12月15日，朝日電視台） - 飾演 藤崎真由子
- 藍染袴匙帖 大結局（2010年12月25日，NHK） - 飾演 女囚犯
- 江～公主們的戰國～（2011年1月9日，NHK） - 飾演 清原糸→清原瑪莉亞（日语：清原マリア）
- 告發～國選律師 第1、2集（2011年1月13日，朝日電視台） - 飾演 中原洋子
- Heaven's Flower The Legend of Arcana （2011年1月14日，TBS） - 飾演 草壁瞳
- 爭執化解 -示談交涉人 白井虎次郎- 第3集（2011年1月20日，讀賣電視台） - 飾演 山崎美波
- 收集群風（2011年2月11日，NHK） - 飾演 倉橋悦子
- 失戀保險 第9集（2011年6月2日，讀賣電視台） - 飾演 澤井樹
- 得到幸福吧 第9集（2011年6月13日，富士電視台） - 飾演 鴨川洋子
- 新警視廳搜查一課9係第6季 第6集（2011年8月10日，朝日電視台） - 飾演 坂本奈津江
- 松本清張 特別電視劇 砂之器（2011年9月10日，朝日電視台） - 飾演 成瀨理惠子
- 名偵探柯南 致工藤新一的挑戰書 第12集（2011年9月22日，讀賣電視台） - 飾演 境陽子
- 摔角妖精宮殿（2011年10月7日，東京電視台） - 飾演 麗香
- 新娘暖簾第2季（2011年10月31日，東海電視台） - 飾演 瀨野有紀子
- 彼時生命（2011年11月5日，TBS電視台）
- 的士司機的推理日誌 第30輯（2012年1月7日） - 飾演 山岡理惠
- 平清盛 第7集（2012年1月8日，NHK） - 飾演 春子（佐藤義清之妻）
- 再搜查刑事片岡悠介 第3輯（2012年3月24日） - 飾演 一二三祐希
- 百貨公司背後詐騙人們!天王寺珠美的殺人推理 第5輯（2012年8月25日） - 飾演 竹內真弓
- 狩矢父女系列 第14輯（2012年10月6日） - 飾演 松原美雪
- 倒數第二次戀愛 第2 - 6集（2012年1月19日，富士電視台） - 飾演 畑中綠
- 科調所的女法研 第11季 第12集（2012年2月9日，朝日電視台系）- 飾演 鳥谷亞沙子
- 工作大未來—從13歲開始迎向世界 第6集（2012年2月17日，朝日電視台） - 飾演 田村真帆
- 幸福送行者 第10集（2012年3月15日，TBS） - 飾演 木野原繪津子
- Answer～警視廳檢證搜查官 第2集（2012年4月25日，朝日電視台） - 飾演 宮澤由紀
- 謊言證明 犯罪心理分析官梶原圭子（2012年5月9日） - 飾演 常盤由紀子
- 波之塔（2012年6月23日，朝日電視台） - 飾演 明美
- GTO 第3集（2012年7月17日，關西電視台） - 飾演 村井翼
- 多摩南署奮力向上刑事近松丙吉第10輯（2012年8月15日） - 飾演 安部繪里子
- 純與愛（2012年10月1日，NHK） - 飾演 桐野富士子
- 大奧 ～誕生【有功·家光篇】 第4集（2012年11月2日，TBS） - 飾演 阿榮
- Resident～五名實習醫生 第8集（2012年12月6日，TBS電視台） - 飾演 新井美帆子
- LAST HOPE 第3集（2013年1月29日，富士電視台） - 飾演 三澤碧
- 幫助屋☆陣八 第6集（2013年2月14日，讀賣電視台） - 飾演 水上榮子
- 電視劇W（2013年3月3日，WOWOW） - 飾演 榎本和子
- 食物語 她的餐單 第4 - 6集（2013年4月7日，NHK BS Premium） - 飾演 葉山千景
- 確証～警視廳搜査3課 第1、2集（2013年4月15日，TBS） - 飾演 六鄉美由紀
- TAKE FIVE～我们能盗取愛嗎～ 第1集（2013年4月19日，TBS） - 飾演 井森久惠
- 純與愛SP「富士子的華麗一天」（2013年4月20日，NHK BS Premium） - 飾演 桐野富士子(主演)
- 天氣姐姐 第4集（2013年5月3日，朝日電視台） - 飾演 佐藤美枝
- 遺留搜査 第3季 第5集（2013年5月15日，朝日電視台） - 飾演 峰岸百合子
- 町醫者Jumbo!!（2013年7月4日，讀賣電視台） - 飾演 長尾千種
- 半澤直樹 第4集（2013年8月4日，TBS）- 飾演 花店老闆娘
- 激流～你還記得我嗎？～ 第7集（2013年8月6日，NHK） - 飾演 佐伯茉莉
- 真實的恐怖故事「X醫院」（2013年8月17日，富士電視台） - 飾演 長尾杏子
- 金田一耕助VS明智小五郎（2013年9月23日，富士電視台） - 飾演 明智文代
- 刑事的眼神（2013年10月7日，TBS） - 飾演 夏目美奈代
- 扭曲的羈絆（2013年10月11日，富士電視台） - 飾演 織田芙美子
- 孤獨的密葬（2013年11月1日，富士電視台） - 飾演 野村小月
- 實驗刑事TOTORI 第2季 大結局（2013年11月16日，NHK） - 飾演 田中香織
- 鸛鳥搖藍箱（2013年11月25日，TBS） - 飾演 保的母親
- 天誅～暗之策劃人～ 第7集、大結局（2014年3月7日，富士電視台） - 飾演 文子
- HERO 第2季（2014年7月14日，富士電視台） - 飾演 馬場禮子
- 父親的背影 大結局（2014年9月14日，TBS） - 飾演 北別府的前妻
- 昨夜的咖喱 明日的麵包（2014年10月5日，NHK BS Premium） - 飾演 小川里子
- 森村誠一女的恐怖劇 海之斜光（2014年11月7日） - 飾演 椎葉有紀
- 出色的選TAXI 第5、8集（2014年11月11日，關西電視台） - 飾演 篠崎美佐子
- 風之峠～銀漢之賦～（2015年1月15日，NHK） - 飾演 龍
- 無間雙龍（2015年1月16日，TBS） - 飾演 橘都美子
- 抖S刑事（2015年4月11日，日本電視台） - 飾演 白金不二子
- 三條街的物語（2015年6月7日，TBS） - 飾演 五十嵐里美
- 戀仲（2015年7月20日，富士電視台） - 飾演 丹羽萬里子
- 產科醫鴻鳥 第1季（2015年10月16日，TBS） - 飾演 小松留美子
- 真田丸（2016年1月10日，NHK） - 飾演 小松姬
- 直美與加奈子（2016年1月14日，富士電視台） - 飾演 服部陽子
- 醫療小組達文西女士的診斷（2016年10月11日，關西電視台） - 飾演 橘志帆（主演）
- 鐵證懸案～真相之門～ 第1季（2016年10月22日，WOWOW） - 飾演 石川百合（主演）
- 破狱（2017年4月12日，东京电视台） - 飾演 浦田美代子、旁白
- 使命和正義 第2集（2017年4月23日，TBS） - 飾演 池沢菜穂
- 產科醫鴻鳥 第2季（2017年10月13日，TBS） - 飾演 小松留美子
- 中學聖日記（2018年10月9日，TBS） - 飾演 原口律
- 鐵證懸案～真相之門～ 第2季（2018年10月13日，WOWOW） - 飾演 石川百合（主演）
- 凪的新生活（2019年7月19日，TBS）-飾演 白石美鈴
- 熟男還不結婚（2019年10月8日，關西電視台） - 飾演 吉山圓（主演）
- 2020年 五月之恋（2020年6月2日，WOWOW） - 飾演 Yukiko（主演）
- 半澤直樹 第2季 第7集（2020年8月30日，TBS）- 飾演 花店老闆娘
- 戀愛的母親們（2020年10月23日，TBS） - 飾演 林優子(主演)
- 鐵證懸案～真相之門～ 第3季（2020年12月5日，WOWOW） - 飾演 石川百合（主演）
- 生呀死呀父親呀 ～ 生きるとか死ぬとか父親とか（2021年4月9日，東京電視台） - 飾演 蒲原時子（主演）
- 綺麗之國 第1 - 3、7集（2021年4月12日，NHK） - 飾演 橋本惠理（主演）
- 妻子變成小學生（2022年1月21日，TBS）- 飾演 白石千嘉
- 假面騎士BLACK SUN（2022年10月28日，Amazon Prime Video） - 飾演 翼龍怪人
- Last Man-全盲搜查官-（2023年4月23日，TBS） - 飾演 佐久良圓花
- 最好的老師 第4、6 - 9集（2023年8月5日，日本電視台）- 飾演 鵜久森美雪
- 人間恐怖2 第1集（2023年8月11日，WOWOW） - 飾演 おかみさん
- OZU 第4集（2023年12月3日，WOWOW）- 飾演 大平奈美江
- 入侵者們的晚餐（2024年1月3日，日本電視台）- 飾演 江藤香奈惠
- 致光之君（2024年1月7日，NHK）- 飾演 藤原詮子
- 不合適也要有個限度！（2024年1月26日，TBS）- 飾演 向坂紗加惠
- 最終看到的街道（2024年9月21日，朝日電視台）- 飾演 田宮光

### 電影
- 20世紀少年（日语：20世紀少年 (映画)） <第2章> 最後的希望（2009年1月31日，東寶） - 飾演 落合長治的前妻
- 男兒有淚不輕彈（2009年11月14日，東寶）
- 英雄秀（日语：ヒーローショー (映画)）（2010年5月29日，角川電影） - 飾演 太陽融資的前台中田
- 前橋視覺系 （2011年3月12日，K DASH Stage（日语：ケイダッシュステージ）和LINK RIGHTS） - 飾演 美佐
- 第八日的蟬 （2011年4月29日，松竹） - 飾演 女刑事
- 白兔糖（2011年8月20日，SHOWGATE（日语：ショウゲート）） - 飾演 佐佐木春子
- 阿娜答得了憂鬱症（2011年10月8日，東映） - 飾演 市毛加奈子
- Girl（日语：ガール (小説)）（2012年5月26日，東寶） - 飾演 千惠
- 不中用的我仰望天空（日语：ふがいない僕は空を見た）（2012年11月17日，東京劇場） - 飾演 西村綾
- 腰瘦食堂（日语：体脂肪計タニタの社員食堂）（2013年5月25日，角川電影） - 飾演 丸山的前妻
- 江之島稜鏡（日语：江ノ島プリズム）（2013年8月10日，Video Planning）
- 赤色煉戀（日语：赤々煉恋）（2013年12月21日，Is.Field） - 飾演 現在的綠
- 戀與音痴的方程式 (2014年2月14日，T-JOY（日语：ティ・ジョイ）） - 飾演 十河夏子
- 魔女宅急便（2014年3月1日，東映） - 飾演 堇
- 六月燈的三姊妹（日语：六月燈の三姉妹）（2014年5月31日，P's international） - 飾演 中薗靜江
- 幕末高校生（日语：幕末高校生）（2014年7月26日，東映） - 飾演 民子
- 墊底辣妹（2015年5月1日，東寶） - 飾演 工藤明里
- 戀愛中毒大作戰（日语：脳内ポイズンベリー）（2015年5月9日，東寶） - 飾演 池田
- 積愛的人（日语：愛を積むひと）（2015年6月20日，松竹） - 飾演 上田美智子
- 如蟻般存在（2015年7月11日） - 旁白
- HERO（2015年7月18日，東寶） - 飾演 馬場禮子
- 討厭的女人（2016年，松竹） - 飾演 石田徹子（主演）
- SCOOP!（2016年10月1日，東宝） - 飾演 横川定子
- Good Morning Show（2016年10月8日，東寶） - 飾演 澄田明美
- 請和我妻子結婚（日语：ボクの妻と結婚してください。）（2016年11月5日，東寶） - 飾演 三村彩子
- 愛情三十六劑（2018年5月11日，Asmik Ace）- 飾演 鄉田飛鳥（主演）
- 愛在雨過天晴時（2018年5月25日，東寶）- 飾演 橘ともよ
- 在咖啡冷掉之前（2018年9月21日，東寶）- 飾演 平井八繪子
- 哈納萊伊灣（2018年10月19日，HIGH BROW CINEMA）- 飾演 サチ（主演）
- 不管媽媽多麼討厭我（2018年11月16日，REGENTS）- 飾演 歌川光子
- 七場會議（2019年2月1日，東寶）- 飾演 淑子
- 失憶的總理大臣（2019年9月13日，東寶）- 飾演 山西茜
- 沉默的遊行（2022年9月16日，東寶）- 飾演 宮澤麻耶
- 我破碎的麻里子（2022年9月30日，角川）- 飾演 田村京子
- 電影版 鴉色刑事組（2023年1月13日，東寶）- 飾演 小早川悅子
- 電影Last Man -FIRST LOVE-（2025年12月，松竹）- 飾演 佐久良円花

### 網路劇
- 田中圭 24小時電視（日语：田中圭24時間テレビ）（2018年12月15日 - 16日、AbemaTV）[27]
- 2020年 五月之恋（2020年5月28日 - 31日，YouTubeWOWOW官方頻道/WOWOW Members On Demand） - 飾演Yukiko（主演）
- 假面騎士BLACK SUN（2022年） - 飾演 Bishium(翼龍怪人)

### 舞台劇
- 演戲出品東京Suuica公演（日语：東京スウィカ）（2001年 - 2007年）
- 小酒坊（2003年12月，中島敦彥（日语：中島敦彦）作品）
- TRASHMASTERSIZM（2005年9月，中津留章仁（日语：中津留章仁）作品）
- TRASHMASTERZSOUL（2007年1月，中津留章仁作品）
- 將大人的丁髷剪下的女人（2007年2月，新橋演舞場）
- 意外之女（2007年4月，中津留章仁作品）
- 睡過頭的豆腐店主（2007年10月，新橋演舞場、演出：栗山民也（日语：栗山民也）） - 飾演本田真由美
- 東京Sunshine Voice（日语：東京サンシャインボーイズ）《returns》（2009年3月，三谷幸喜作品）
- 意外之女 <再演>（2009年7月 - 8月，中津留章仁作品）
- 國民的電影（2011年3月和4月，三谷幸喜作品）- 飾演Elsa Veesenmayer
- 國民的電影<再演>（2014年2月 - 4月，三谷幸喜作品） - 飾演瑪格塔·戈培爾
- 無劇本演出BLITZ劇場 Vol.2（日语：鶴瓶のスジナシ!）（2015年9月2日）[28]
- エノケソ一代記（2016年11月 - 12月，世田谷公衆劇場，三谷幸喜作品）- 飾演エノケソ妻

### 配音作品
- 心靈想要大聲呼喊。（成瀨泉）(2015年9月19日，Aniplex)
- 妖貓傳（楊貴妃）

(2018年2月2日)
- 冰雪奇緣2（伊杜娜）

(2019年11月11日)

## 電台節目
- 吉田羊之歌的後街（2007年10月 - 日本放送）
  - 《笑福亭鶴光的星期日○○請求（日语：笑福亭鶴光のサンデー○○リクエスト）》內的環節
- Music Farm（2008年3月 - 2009年3月，日本放送）

## 綜藝節目
- 搞笑導演 ～O-Creator's TV show～（日语：オモクリ監督 〜O-Creator's TV show〜）（2014年10月26日 - ，富士電視台）
- 旁邊的志村（2014年12月16日，NHK）
- 閒聊007春天最強女子SP（2015年4月6日，日本電視台）
- 剛好響鐘（日语：ぴったんこカン・カン）（2015年5月1日，TBS電視台）

## 教育節目
- 高中講座Basic10（日语：NHK高校講座）（NHK教育頻道） - 飾演吉田刑事
  - 第2季（2010年4月）
  - 第3季（2011年4月5日及其他）
- SWITCH採訪 達人們（日语：SWITCHインタビュー 達人達）（2013年4月6日 - ，NHK ETV） - 常規旁白

## 節目主持
- 第48屆日本有線大獎（2015年12月20日，TBS電視台）

## 獎項
- 2015年東京國際戲劇節最佳女配角獎（《HERO 2》）
- 2015年第40回報知電影獎最佳女配角獎（《墊底辣妹》、《積愛之人（日语：愛を積むひと）》、《HERO 2》、《戀愛中毒大作戰（日语：脳内ポイズンベリー）》）[29]
- 2016年第24回橋田獎新人獎
- 2018年第99回日劇學院賞助演女優賞《中學聖日記》[30]

## 廣告（未完整）
- 瑞穗金融集團
- 日清製油（日语：日清オイリオグループ）
- H.I.S
- 小林製藥 間宮蘆薈軟膏（2006年）
- 索尼意外保險（日语：ソニー損害保険）（2007年）
- Sanikleen（日语：サニクリーン）（2008年）
- 旭化成家居製品 Saran Wrap（日语：サランラップ）（2012年）
- 寶潔 碧浪（2012年）
- 雲海酒造（日语：雲海酒造） 身旁燒酒雲海（2013年11月 - ）
- 大塚製藥 寶礦力水特
  - 「冬天乾燥篇（洗衣篇和加濕器篇）」（2015年1月 - 3月）[31][32]
  - 「春天乾燥篇（櫻花篇和睡衣篇篇）」（2015年3月）[33][34]
  - 「夏天親子篇（親子糖果合唱團篇和親子打掃浴室篇）」（2015年6月 - ）[35][36]
- S & B食物（日语：エスビー食品）黃金咖喱和高級黃金咖喱（2015年3月 - ）[37][38]
- JX日礦日石能源（2015年3月 - ）[39]
- 豐田住屋（日语：トヨタホーム）「我的家一直在這裡。妻子篇」（2015年4月 - ）[40][41]
- 花王 Hamming除臭劑
  - 「誕生」篇（2015年5月）
  - 「喚然一新」篇（2015年5月 - ）
- ACE 行李箱 （啟程篇）（2016年）[42]

## 外部連結
- ひつじ飼いのつれづれなる日記，存于 - 旧公式ブログ（2007年11月まで）
- 公式ブログ（GREE版） （页面存档备份，存于）
- yoshidayoh_official的X（前Twitter）
- 吉田羊（ ♀）的Instagram帳戶